# سك العملة في الحضارة الإسلامية
بعد أن جلبت الفتوحات الإسلامية المبكرة الخلافة الناشئة إلى الاتصال بالتقاليد النقدية للإمبراطورية البيزنطية والإمبراطورية الساسانية، التي أصبح جزء كبير من أراضيها تحت الإسلام، طوَّر العالم الإسلامي تقاليده المميزة الخاصة في سك العملات. تتكون العملة الإسلامية من العملات الذهبية (يُسموا الدنانير)، والفضية (يُسموا الدراهم)، والنحاسية أو البرونزية (يُسموا الفلس)، بالإضافة إلى كسورها ومضاعفاتها. في البداية، اتبعت هذه العملات أنماط ما قبل الإسلام في الأيقونات، ولكن في عهد الخليفة عبد الملك بن مروان، بدأ إنشاء نوع مميز من الدينار الإسلامي الذي تجنب تصوير الأيقونات البيزنطية والساسانية وحمل اعتراف الإيمان الإسلامي. وفي الأجزاء الشرقية من الخلافة، استمر سك العملات الفضية العربية الساسانية حتى القرن التاسع، قبل أن تُستبدل أيضًا بالأنماط الإسلامية. وقد أصبح الحق في سك العملات المعدنية باسم الشخص الخاص أحد السمات الرئيسة للسيادة في الإسلام، ومع تكاثر السلالات المستقلة ذاتيًّا مع تفكك الخلافة العباسية في القرن العاشر، ظهرت أنماط وعملات فرعية مميزة في الدول والمناطق المختلفة حيث سعت إلى تمييز نفسها عن المعيار العباسي (على سبيل المثال العملة الفاطمية، والدينار المرابطي). انتهت سك العملات الإسلامية التقليدية في القرنين التاسع عشر والعشرين، عندما تبنت الدول الإسلامية ممارسات وأنماط سك العملات على النمط الغربي؛ وهو أحد مظاهر نهاية العصر الإسلامي.
- دينار ذهبي
- درهم فضي
- فلس نحاسي